# Ramses Shaffy

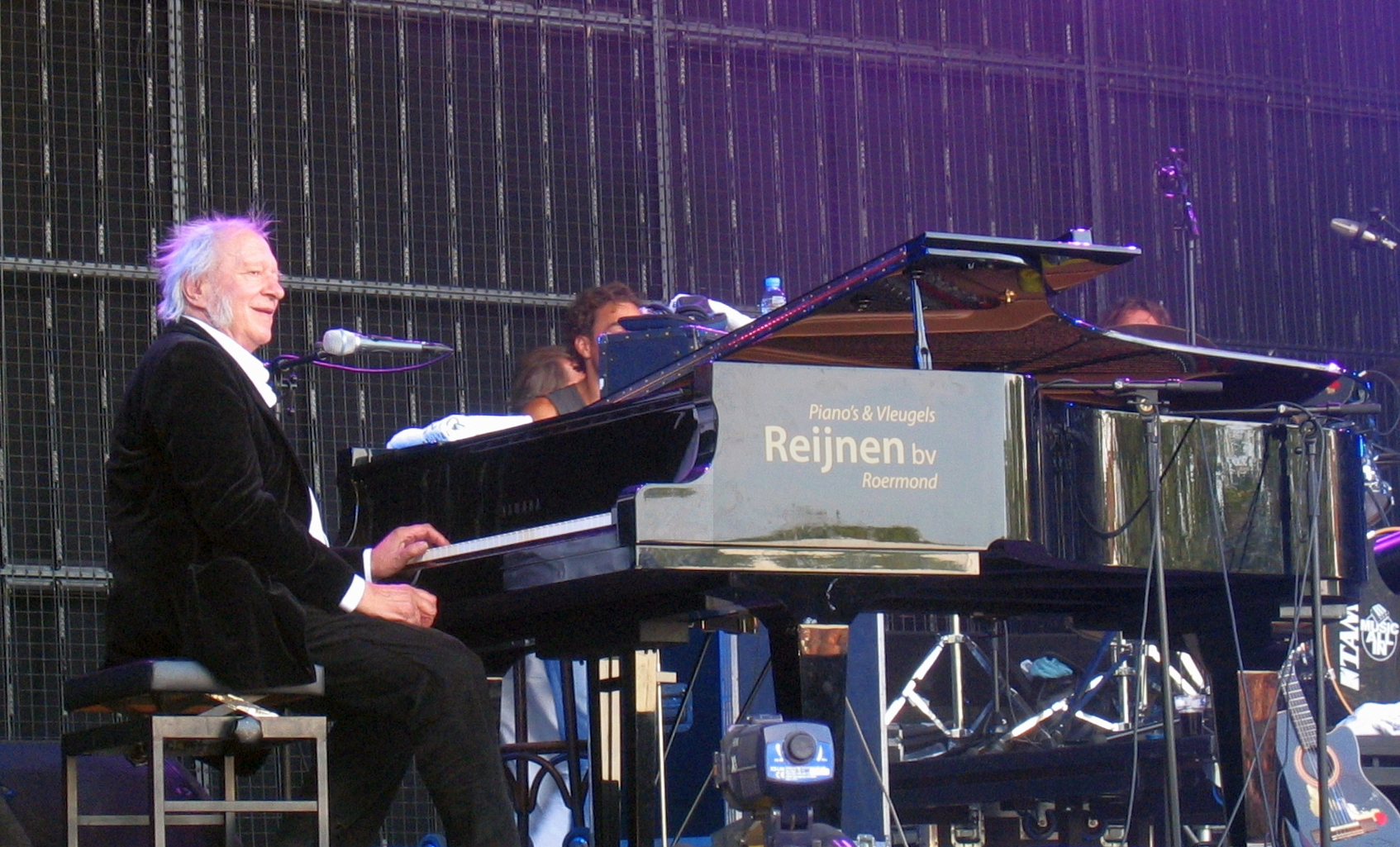
Ramses Shaffy in 2006, tijdens het Zomerparkfeest in Venlo, bij een optreden met Alderliefste.

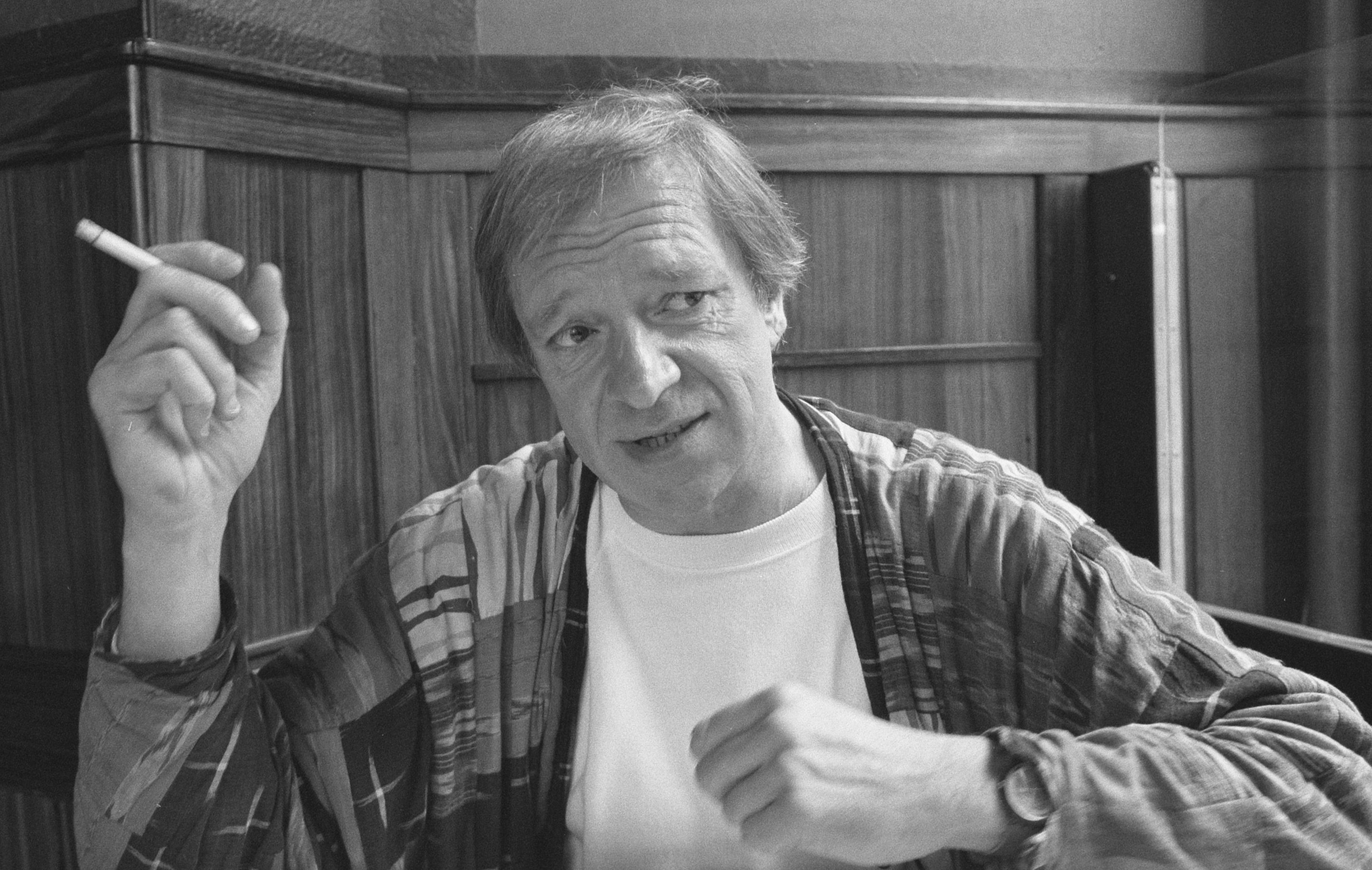
Ramses Shaffy in 1988

Ramses Shaffy (Neuilly-sur-Seine, 29 augustus 1933 – Amsterdam, 1 december 2009) was een Nederlands chansonnier, componist, liedjesschrijver en acteur. Na een carrière als acteur bij de Nederlandse Comedie maakte Shaffy sinds de jaren zestig furore als zanger. Liedjes als Sammy, We zullen doorgaan, Pastorale, Laat me, Zing, vecht, huil, bid, lach, werk en bewonder en Shaffy cantate uit de jaren zestig en zeventig werden krachtige meezingers.

## Biografie

### Jeugd
Ramses Shaffy (koosnaam Didi) werd geboren in de Parijse voorstad Neuilly-sur-Seine, als zoon van de Egyptische consul Ramsès Shaffy Bey en de Poolse gravin Alexandra de Wysocka van Russische afkomst ("comtesse Romanov"). De eerste zeven jaar van zijn leven bracht hij door in Cannes bij zijn moeder. Toen deze tuberculose kreeg, kwam Shaffy — via een tante in Utrecht en een kindertehuis in Zeist — terecht in het Leidse pleeggezin van Roos en Herman Snellen aan het Terweepark (thans Bargelaan), waar hij tussen 1940 en 1952 opgroeide als Didi Snellen. Het afscheid van zijn moeder is een ingrijpend moment in zijn leven geweest, getuige zijn liedje De trein naar het noorden.

### Carrière
Hij maakte de middelbare school niet af en werd in 1952 aangenomen op de Amsterdamse toneelschool. Vervolgens debuteerde hij in 1955 bij de Nederlandse Comedie. In 1960 reisde hij met zijn partner Joop Admiraal naar Rome in de hoop daar werk te vinden als filmacteur, maar onverrichter zake keerden ze weer terug. De brieven aan hun gezamenlijke vriendin Shireen Strooker werden in 2004 gebundeld in Brieven uit Rome.
In 1961 speelde Shaffy de rol van Mr Darcy in de televisieserie De vier dochters Bennet, naar het boek Pride and Prejudice van Jane Austen. Hij speelde ook in een aflevering van de televisieserie De Fuik, die in 1962-1963 werd uitgezonden. In 1964 richtte hij de theatergroep Shaffy Chantant op. In dit programma trad naast pianist Polo de Haas, Loesje Hamel en diverse gasten als Joop Admiraal ook zangeres Liesbeth List op, met wie hij langdurig zou samenwerken. Polo de Haas werd later vervangen door Louis van Dijk. Het bekendste lied van de groep werd de Shaffy cantate. Hierna toerden Shaffy en List door het land met het trio Louis van Dijk. In die periode had Shaffy zijn grootste hit: Sammy, waarvoor hij in 1967 een gouden single kreeg uitgereikt door Mies Bouwman. In 1968 kwam er een tweede programma: Shaffy Cantate met wederom Liesbeth List en onder meer Thijs van Leer (aan hem is het lied Jij bent nu daarbinnen gewijd) en met Marjol Flore. Shaffy had weinig muzikale opleiding, werkte vooral op basis van intuïtie, en noteerde zijn muziek niet.
Met Liesbeth List nam hij in 1968 onder andere het lied Pastorale op. In de jaren daarna tourden ze door Nederland en Vlaanderen. Hun tienjarig samenzijn werd gevierd met de lp Samen (1976) en een nieuwe theatertournee. Ook speelden beiden in de televisiefilm De Liefdeswacht (1974), waarin Shaffy een liefdesjunk speelde die postvatte voor het landhuis van Claudia (Liesbeth List).
Shaffy trad vanaf begin jaren tachtig ook weer op als acteur, zowel in films als op de planken (Toneelgroep Amsterdam). Hij oogstte in 1993 succes met zijn vertolking van Don Quichot in de musical De man van La Mancha van het Koninklijk Ballet van Vlaanderen. Ook speelde hij in de Vlaams/Nederlandse miniserie Willem van Oranje (1984) de rol van Graaf van Egmont.

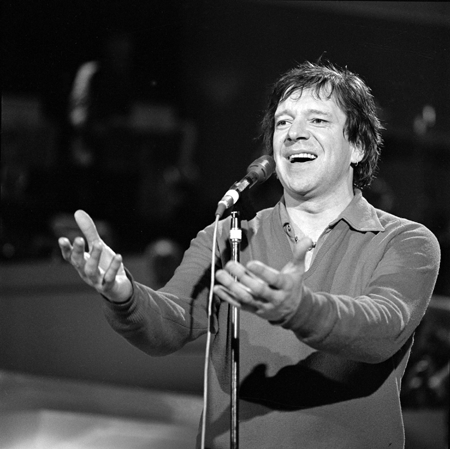
Shaffy rond 1980

Niet lang na de eeuwwisseling werd Shaffy opgenomen in het Dr. Sarphatihuis omdat hij na langdurig overmatig alcoholgebruik verschijnselen vertoonde van het syndroom van Korsakov.
In het najaar van 2005 stond hij voor het eerst sinds jaren weer in de hitparades, met een nieuwe versie van zijn hit Laat me (1978), dit keer samen gezongen met de band Alderliefste en Liesbeth List.
Daarna trad Shaffy af en toe weer op. Zo zong hij tijdens een benefietconcert in Het Concertgebouw in 2005, en tijdens een openluchtconcert in het Belgische Sint-Niklaas, ter gelegenheid van de 11 juli-feesten in 2008. Na afloop van dat laatste optreden kreeg hij bloemen aangeboden door het zangduo Nicole & Hugo, dat eerder dat jaar met zijn versie van Pastorale in de Vlaamse hitparade stond.

### Overlijden

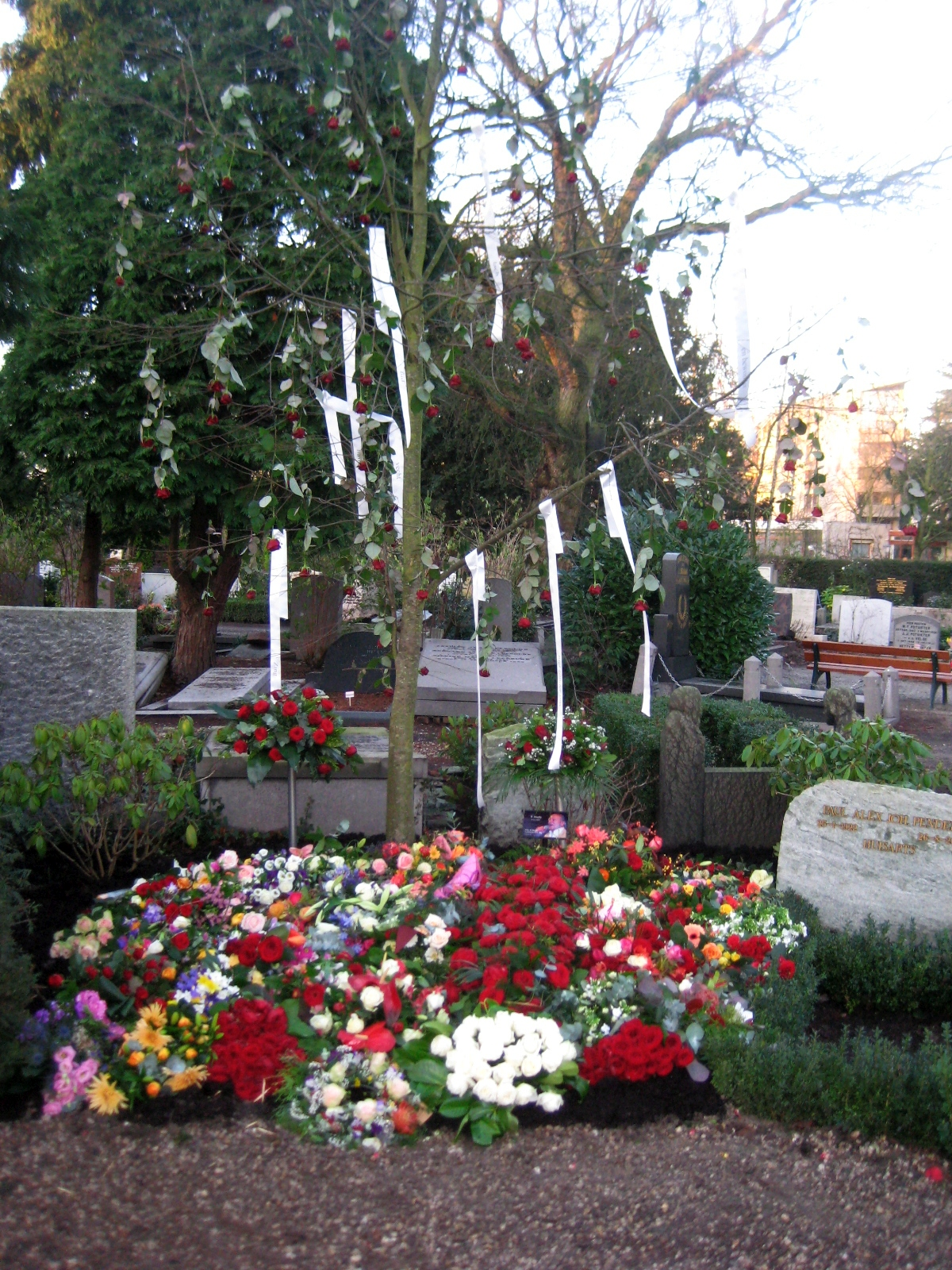
Graf van Ramses Shaffy

Op 5 mei 2009 werd bekend dat Shaffy aan slokdarmkanker leed. Zijn laatste optreden was op 27 november 2009 in de Sint Laurenskerk te Rotterdam. Hoewel hij inmiddels ernstig ziek was, speelde hij daar piano bij de uitreiking van de Laurenspenning aan Sander de Kramer. Shaffy overleed vier dagen later. Op 8 december werd hij begraven op Zorgvlied. Zijn graf ligt aan het pleintje Bouwmeester, vlak onder een jonge boom. Tijdens zijn begrafenis was deze boom versierd met rode rozen en witte linten met elk een woord uit de tekst: Zing, vecht, huil, bid, lach, werk en bewonder. Niet zonder ons.
Na zijn overlijden werd het Ramses Shaffy Fonds Voor Jonge Kunstenaars opgericht. Uit de nalatenschap van Shaffy wordt onder andere de Shaffy Cheque uitgekeerd.

## Erelijst en onderscheidingen
Muziekprijzen
- Edison 1967: Nederlands Vocaal - Ramses II [7]
- Blijvend Applaus Prijs 2002: oeuvreprijs [8]
- Edison 2007: oeuvreprijs Pop

Theaterprijzen
- Edison 2006: oeuvreprijs Kleinkunst. Edison-directeur Kees van Weijnen reikte het bronzen beeldje uit tijdens de presentatie van een cd-box met het gehele solo-oeuvre van de zanger Laat mijn liedjes nu maar zwerven. Shaffy kreeg de prijs voor zijn buitengewone verdiensten voor de Nederlandstalige muziek.

Onderscheidingen
- Ridder in de Orde van de Nederlandse Leeuw: 2002
- Zilveren Medaille van de Stad Amsterdam: 2002

Lijsten
- De grootste Nederlander (2005): #99
- Het Beste Amsterdamse Lied (Het Parool, 2025): #2 Ramses Shaffy -  't is stil in Amsterdam [9]

## Eerbetoon

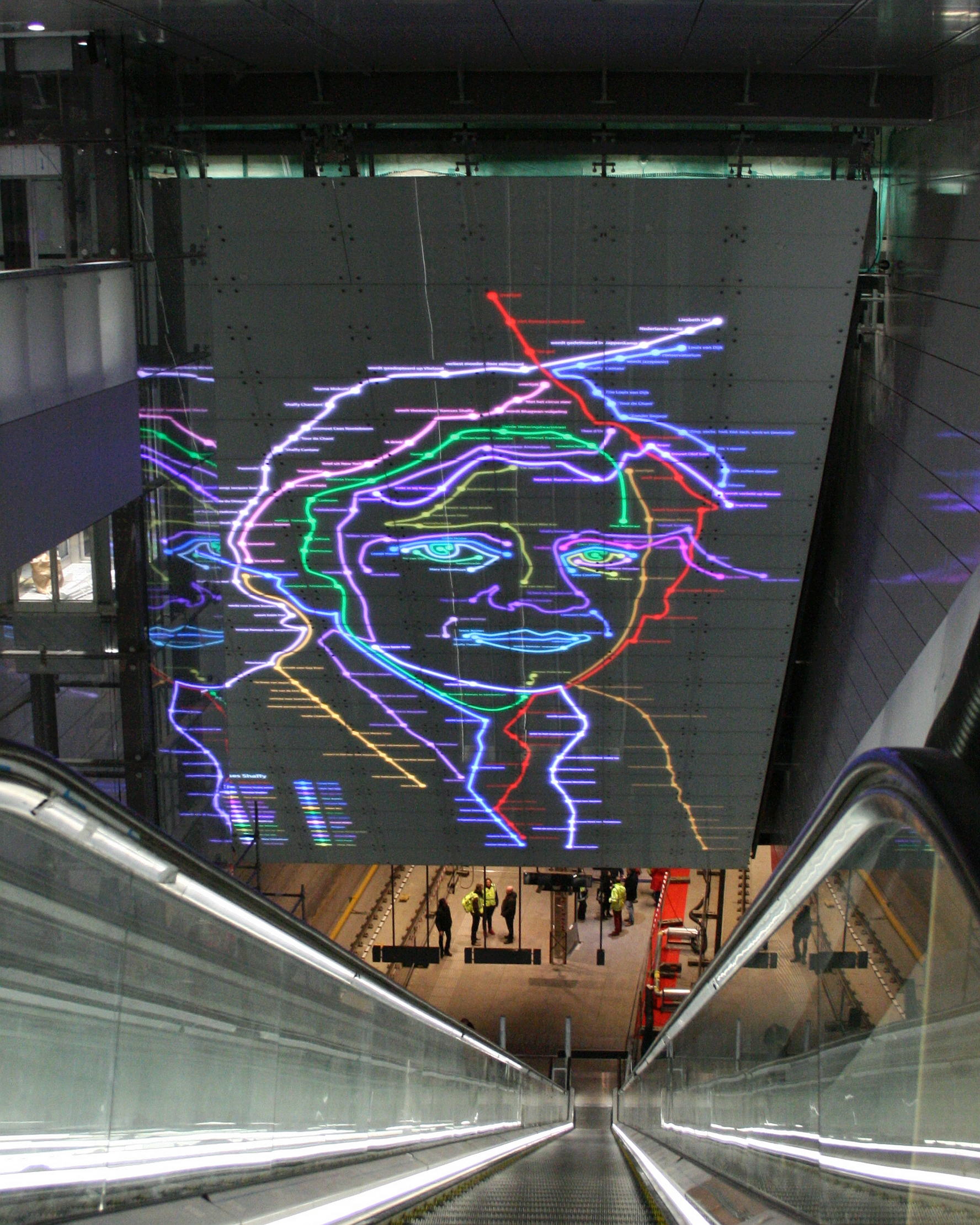
Het uit metrolijnen opgebouwde portret van Shaffy op het Amsterdamse metrostation Vijzelgracht.

Vooral na zijn dood in 2009 werd Ramses Shaffy op diverse manieren geëerd, onder andere met diverse kunstwerken in Amsterdam. Daarnaast verschenen er meerdere documentaires, boeken en films over zijn leven en invloed op de Nederlandse muziekcultuur.
Kunst in de openbare ruimte
- Jeroen Spijker - borstbeeld (Amsterdam, 2007) - Op 6 november 2007 werd in de Amsterdamse Schouwburg een door de Leidse beeldhouwer Jeroen Spijker vervaardigd borstbeeld van Shaffy onthuld door Liesbeth List. Bij deze gelegenheid werd Shaffy toegezongen en toegedicht door een keur aan vrienden. [10]

- XS - Ramses Shaffy (Amsterdam, 2009) - In de winter 2009/2010 werd een muurschildering van Ramses Shaffy gezet op een zijmuur van het Dr. Sarphatihuis; het tehuis waar Shaffy zijn laatste jaren doorbracht. In 2023 werd de schildering ter ere van de negentigste geboortedag van Shaffy gerenoveerd en hufterproof gemaakt. [11]

- Marjan Laaper - Ramses Shaffy, Levenslijnen (Amsterdam, 2016) - In 2011 werd het voorstel gedaan om het metrostation Vijzelgracht van de Noord/Zuidlijn te vernoemen naar Ramses Shaffy, die lange tijd in de buurt heeft gewoond. Dit naar analogie van het metrostation Jacques Brel in Brussel. De gemeente Amsterdam besloot de naam Vijzelgracht te handhaven omdat een metrostation een naam van een straat moet dragen. Wel werden kunstenaars uitgenodigd om een aan de acteur/zanger gewijd kunstwerk voor in het metrostation te maken. In februari 2013 werd bekend dat kunstenares Marjan Laaper een portret van de zanger zou maken, opgebouwd uit de lijnen van een metronet.[12]

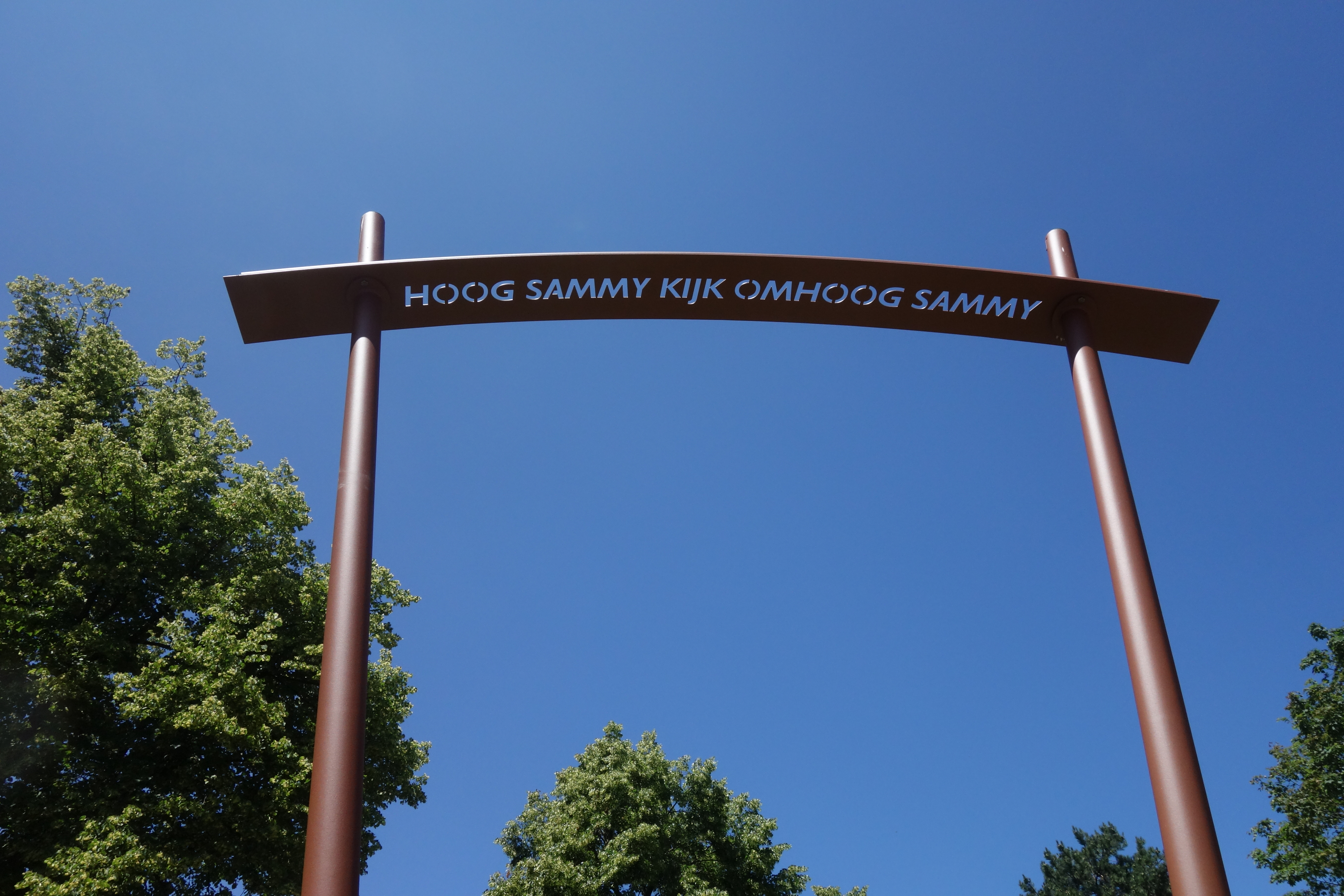
Hoog Sammy in Leiden

- Janine Melai - Hoog Sammy (Leiden, 2019) - Op 15 juni 2019 is te Leiden, waar Ramses Shaffy tussen 1940 en 1952 bij zijn pleegouders opgroeide, aan de Bargelaan, in het Terweepark, aan de LUMC-zijde van station Leiden Centraal, het monumentje Hoog Sammy onthuld, een ontwerp van Janine Melai.[13]

- Street Art Frankey - Amsterdamse tramhaltes (Amsterdam, 2019) - In 2019 verwerkte de Amsterdamse straatkunstenaar Street Art Frankey songteksten van Amsterdamse zangers in de tramhaltes. In de halte Dam/Mozes en Aäronstraat werd er een deel van Shaffy zijn nummer Hallelujah Amsterdam verwerkt. [14]

Vernoemingen
- Shaffyhuis (Amsterdam, 2017) - Op 23 juni 2017 werd aan de Oostelijke Handelskade in Amsterdam het Shaffyhuis geopend, een woon-werkcomplex voor oude en jonge kunstenaars.

- Ramses Shaffy Plein (Leiden, 2023) - De gemeente Leiden heeft in 2023 het plein aan de LUMC-zijde van station Leiden Centraal (vlak bij het monumentje) semi-officieel omgedoopt tot Ramses Shaffy Plein. Dit is aangegeven met een straatnaambord in een afwijkende kleur. De adressen van de panden aan het plein zijn niet gewijzigd[15], daarvan is de straatnaam Bargelaan gebleven.

## Discografie

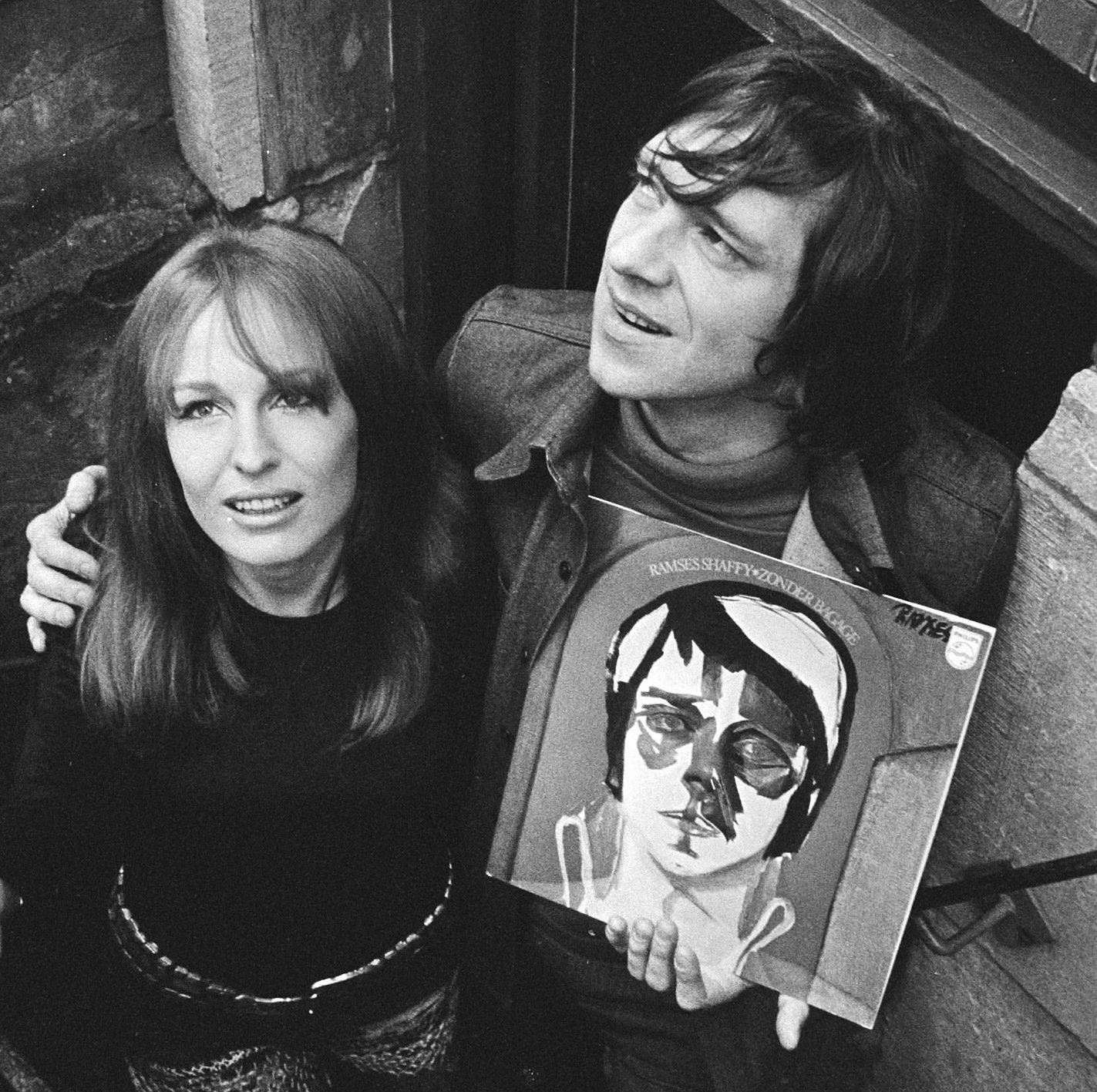
Liesbeth List en Shaffy bij de presentatie van zijn tweede studioalbum Zonder bagage (1971)

### Albums
Studioalbums
- Ramses II (1966)
- Zonder bagage (1971)
- We zullen doorgaan (1972)
- We leven nog (1975)
- Dag en nacht (1978)
- Live (1980)
- Sterven van geluk (1988)

Samenwerkingen
- Shaffy Chantant (1966) (met theatergroep theatergroep)
- Samen (met Liesbeth List)

Verzamelalbums
- 14 Grote Successen Van Ramses Shaffy (1973)
- Ramses '97 (1997)

| Album met eventuele hitnotering(en) in de Nederlandse Album Top 100 | Datum van verschijnen | Datum van binnenkomst | Hoogste positie | Aantal weken | Opmerkingen                                                                                                   |
| ------------------------------------------------------------------- | --------------------- | --------------------- | --------------- | ------------ | --- |
| Shaffy Chantant                                                     | 1966                  | -                     | -               | -            | met Liesbeth List; Goud                                                                                       |
| Ramses II                                                           | 1966                  | -                     | -               | -            | |
| Shaffy Cantate                                                      | 1968                  | -                     | -               | -            | met Liesbeth List                                                                                             |
| Sunset Sunkiss                                                      | 1969                  | -                     | -               | -            | met Focus |
| Zonder bagage                                                       | 1971                  | 8 mei 1971            | 20              | 13           | met Liesbeth List                                                                                             |
| We zullen doorgaan                                                  | 1972                  |                       |                 |              | met Trio Louis van Dijk                                                                                       |
| We leven nog                                                        | 1975                  | 21 juni 1975          | 22              | 5            | |
| Dag en nacht                                                        | 1978                  | 21 oktober 1978       | 11              | 11           | |
| Live                                                                | 1980                  |                       |                 |              | livealbum solo met piano                                                                                      |
| Liesbeth List & Ramses Shaffy                                       | 1987                  | 12 december 1987      | 40              | 9            | met Liesbeth List / Verzamelalbum                                                                             |
| Sterven van geluk                                                   | 1988                  |                       |                 |              | |
| Ramses '97                                                          | 1997                  |                       |                 |              | livealbum |
| Laat mijn liedjes nu maar zwerven                                   | 2006                  | 10 juni 2006          | 25              | 7            | box met de zeven solo-albums van Shaffy en de bonus-cd Een bloemenkrans en een nachtgewaad met losse opnames. |
| 100 Mooiste liedjes van Ramses en Liesbeth                          | 2007                  | 16 juni 2007          | 73              | 2            | met Liesbeth List / Verzamelalbum                                                                             |
| Laat me                                                             | 2009                  | 31 oktober 2009       | 4               | 22           | Verzamelalbum                                                                                                 |
| Leef!                                                               | 2013                  | 14 september 2013     | 3               | 1*           | met Vrienden                                                                                                  |

| Album met hitnotering(en) in de Vlaamse Ultratop 200 albums | Datum van verschijnen | Datum van binnenkomst | Hoogste positie | Aantal weken | Opmerkingen                       |
| ----------------------------------------------------------- | --------------------- | --------------------- | --------------- | ------------ | --------------------------------- |
| 100 Mooiste liedjes van Ramses en Liesbeth                  | 2007                  | 19 december 2009      | 54              | 11           | met Liesbeth List / Verzamelalbum |
| Laat me                                                     | 2009                  | 26 december 2009      | 76              | 7            | Verzamelalbum                     |
| Back to back                                                | 2010                  | 30 januari 2010       | 13              | 11           | met Liesbeth List / Verzamelalbum |

### Singles
| Single met eventuele hitnotering(en) in de Nederlandse Top 40 | Datum van verschijnen | Datum van binnenkomst | Hoogste positie | Aantal weken | Opmerkingen                       |
| ------------------------------------------------------------- | --------------------- | --------------------- | --------------- | ------------ | --------------------------------- |
| Shaffy cantate                                                | 1966                  | -                     | -               | -            |                                   |
| Sammy                                                         | 1966                  | 29 oktober 1966       | 2               | 20           | Goud                              |
| Pastorale                                                     | 1969                  | 27 september 1969     | 3               | 14           | met Liesbeth List                 |
| In de armen van de stad                                       | 1970                  | 7 februari 1970       | tip             | -            | met Liesbeth List                 |
| Zing, vecht, huil, bid, lach, werk en bewonder                | 1971                  | 10 april 1971         | 21              | 3            |                                   |
| Aan de andere kant van de heuvels                             | 1971                  | 24 juli 1971          | tip6            | -            | met Liesbeth List                 |
| We zullen doorgaan                                            | 1975                  | 24 mei 1975           | 13              | 5            | Alarmschijf                       |
| Laat me                                                       | 1978                  | 14 oktober 1978       | 25              | 6            |                                   |
| Laat me / Vivre                                               | 2005                  | 8 oktober 2005        | 25              | 5            | met Alderliefste en Liesbeth List |
| Laat me / Vivre                                               | 2009                  | 12 december 2009      | 18              | 4            | re-release                        |

### NPO Radio 2 Top 2000
| Nummers met noteringen in de NPO Radio 2 Top 2000 | '99  | '00  | '01  | '02  | '03  | '04  | '05  | '06  | '07  | '08  | '09 | '10  | '11  | '12  | '13  | '14  | '15  | '16  | '17  | '18  | '19  | '20  | '21  | '22  | '23  | '24  |
| ------------------------------------------------- | ---- | ---- | ---- | ---- | ---- | ---- | ---- | ---- | ---- | ---- | --- | ---- | ---- | ---- | ---- | ---- | ---- | ---- | ---- | ---- | ---- | ---- | ---- | ---- | ---- | ---- |
| 5 uur                                             | -    | -    | -    | -    | -    | -    | -    | 1823 | -    | -    | 444 | 1385 | 1678 | 1757 | 1977 | -    | -    | -    | -    | -    | -    | -    | -    | -    | -    | -    |
| Laat me/Vivre (met Alderliefste & Liesbeth List)  | ×    | ×    | ×    | ×    | ×    | ×    | 209  | 189  | 123  | 269  | 99  | 151  | 205  | 213  | 207  | 255  | 304  | 351  | 349  | 470  | 280  | 323  | 328  | 463  | 425  | 269  |
| Laat me                                           | 796  | 591  | 579  | 398  | 452  | 310  | 138  | 175  | 264  | 213  | 10  | 48   | 93   | 153  | 134  | 131  | 122  | 126  | 108  | 161  | 93   | 97   | 117  | 147  | 167  | 182  |
| Pastorale (met Liesbeth List)                     | 80   | 119  | 58   | 40   | 51   | 43   | 33   | 24   | 51   | 40   | 6   | 21   | 27   | 46   | 42   | 47   | 71   | 69   | 86   | 106  | 73   | 73   | 60   | 91   | 96   | 94   |
| Sammy                                             | 806  | 1289 | 1010 | 953  | 1096 | 717  | 730  | 653  | 837  | 748  | 90  | 563  | 775  | 890  | 804  | 1017 | 1088 | 1283 | 1288 | 1528 | 883  | 1345 | 1428 | 1607 | 1679 | 1636 |
| Shaffy cantate                                    | 1371 | -    | -    | 1154 | 1821 | 1195 | 1135 | 1133 | 1444 | 1322 | 178 | 1094 | 1148 | 1533 | 1525 | 1674 | -    | -    | -    | -    | -    | -    | -    | -    | -    | -    |
| Wij zullen doorgaan                               | -    | -    | -    | -    | 1587 | 1526 | 1540 | 1480 | 1601 | 1628 | 174 | 1120 | 1044 | 1593 | 1400 | 1662 | 1592 | 1809 | 1896 | 1919 | 1294 | 1454 | 1472 | 1853 | 1855 | 1794 |
| Zing, vecht, huil, bid, lach, werk en bewonder    | 297  | 584  | 548  | 304  | 295  | 235  | 161  | 164  | 267  | 202  | 7   | 65   | 85   | 150  | 140  | 172  | 166  | 163  | 199  | 250  | 167  | 183  | 212  | 319  | 202  | 320  |

1. ↑  Een '-' betekent dat het nummer niet was genoteerd, een '×' betekent dat het nummer nog niet was uitgebracht en een vetgedrukt getal geeft de hoogste notering van een nummer aan.

### Dvd's
| Dvd's met hitnoteringen in de Nederlandse Music Top 30 | Datum van verschijnen | Datum van binnenkomst | Hoogste positie | Aantal weken | Opmerkingen |
| ------------------------------------------------------ | --------------------- | --------------------- | --------------- | ------------ | ----------- |
| Laat me                                                | 2009                  | 31 oktober 2009       | 3               | 24           |             |

## Filmografie (incl. televisie)
| Nachtvlinder                  | 1999 | De Koningsjutter         |                                                           |
| De nietsnut                   | 1992 |                          |                                                           |
| Dierbaar                      | 1991 | Psychiater               |                                                           |
| Nitwits                       | 1987 | Joel Palsma              |                                                           |
| Op hoop van zegen             | 1986 | Simon                    |                                                           |
| Show van de maand             | 1985 |                          | Met Liesbeth List                                         |
| Willem van Oranje             | 1984 | Egmont                   |                                                           |
| Cha-Cha                       | 1979 |                          |                                                           |
| Kind van de Zon               | 1975 |                          |                                                           |
| De liefdeswacht               | 1974 |                          | drie keer herhaald en ook in het Duits nagesynchroniseerd |
| Amsterdam 700                 | 1975 | Jan van Leiden           |                                                           |
| Een Vreemde Vogel             | 1967 | Acteur Merlijn           |                                                           |
| De Verloedering van de Swieps | 1967 | Manuel                   |                                                           |
| Liefdesbekentenissen          | 1967 | Frank Jansen, journalist |                                                           |
| De vier dochters Bennet       | 1961 | Mr. Fitzwilliam Darcy    |                                                           |
| De zaak M.P.                  | 1960 | Karel Vos                |                                                           |
| Pension Hommeles              | 1957 | Dirk Jansen              |                                                           |
| Minna von Barnhelm            | 1957 | Riccaut de la Marlinière |                                                           |

In 2002 maakte Pieter Fleury over Shaffy de documentaire Ramses: Où est mon prince, die op het Nederlands Filmfestival in Utrecht een Gouden Kalf won.

## Publicaties
- Ramses Shaffy Songbook. Een turbulent leven in liedjes. Samenst. Cor Franc; arrangementen, transcripties en muzikaal-grafische vormgeving Nico van der Linden. [S.l.], Muziekuitgeverij XYZ, 2009. ISBN 978-90-494-0055-2
- Naakt in de orkaan (2003), biografie door Bas Steman
- We zien wel! Het wonderlijke leven van Ramses Shaffy (2011), door Sylvester Hoogmoed

## Trivia
- in 1970 verscheen de Engelstalige single The shrine of God. Shaffy werd daarop begeleid door Focus, dan een band in oprichting.
- Shaffy was de eerste bekende Nederlander in een STER-reclame. Hij maakte reclame voor chocoladefabrikant Kwatta.
- Zijn hit We zullen doorgaan werd in 1975 door André van Duin gepersifleerd.
- In de Vlaamse stripreeks De Kiekeboes, in het album De onthoofde sfinx (1977), zoeken Kiekeboe, Fanny en Konstantinopel naar het graf van farao "Ramses Shyffa", een woordspeling op de zanger en de Egyptische farao's met dezelfde naam (Ramses I, Ramses II, Ramses III).
- Shaffy werd geïmiteerd door Dirk Denoyelle.
- In 2004 maakte het team van het programma Kopspijkers een persiflage op een Ramses Shaffy-nummer met Graai, pak, grijp, jat, naai, pik en bedonder, over de graaicultuur in het Nederlandse bedrijfsleven. Hierin imiteerde Alex Klaasen Shaffy.
- In 2011 en 2012 bracht Albert Verlinde Entertainment een theatervoorstelling over het leven van Shaffy. De voorstelling ging op 1 december 2011 in première.
- Vanaf 11 januari 2014 zond de AVRO een vierdelige dramaserie RAMSES uit, over de jonge jaren uit het leven van Ramses Shaffy in Amsterdam. De rol van Shaffy werd vertolkt door Maarten Heijmans en de regie was van Michiel van Erp.
- Op 25 november 2019 zond De Wereld Draait Door van BNNVARA bij gelegenheid van het overlijden tien jaar eerder van Shaffy een special uit met eigentijdse vertolkingen van zijn nummers. Tafelheer was Huub van der Lubbe van De Dijk.
- De muziek van het lied Zing, vecht, huil, bid, lach, werk en bewonder werd gebruikt als soundtrack voor de Nederlandse Netflix televisieserie 'Ares'
- In 2023 kwam de documentaire Wacht maar af uit, over de 15-jarige Emma Wijdeveld die, via de voetsporen van Ramses, op zoek is naar erkenning. Hierin zijn fragmenten van Ramses Shaffy te zien. De film ging in première op het Nederlands Film Festival.

- Bibliothèque nationale de France: cb14776538w (data)
- Digitale Bibliotheek voor de Nederlandse Letteren: shaf001
- Gemeinsame Normdatei: 122960106
- International Standard Name Identifier: 0000 0001 1462 2378
- Library of Congress Control Number: n95053240
- MusicBrainz: 980337ad-3401-4392-b15c-45d806975104
- Nationale Bibliotheek van Tsjechië: xx0037709
- Nederlandse Thesaurus van Auteursnamen: 068045387
- RKD-Nederlands Instituut voor Kunstgeschiedenis: 295056
- Système universitaire de documentation: 243163371
- Virtual International Authority File: 85536012
- WorldCat: E39PBJpyr9WFWpTMmmXymxhGpP